# Raed Chabab Boumerdès
Pour les articles homonymes, voir Boumerdès (homonymie).
Le Raed Chabab Boumerdès (en arabe : رائد شباب بومرداس), plus couramment abrégée en RC Boumerdès ou encore en RCB, est un club algérien de football fondé en 1983 et basé dans la ville de Boumerdès, dans la Wilaya de Boumerdès.

## Histoire
Le RCB est un club créé dans la petite ville côtière de Boumerdès, il évolue pendant longtemps en divisions inférieures.
Au milieu des années 2010s, le club créa la sensation en se hissant pour jouer pendant cinq saisons consécutives en troisième division algérienne, de la saison 2015-2016 à la saison 2019-2020.

## Identité du club

### Logo et couleurs
Depuis la fondation du Raed Chabab Boumerdès en 1983, ses couleurs sont toujours le Bleu et le Blanc.

Logo actuel du RCB.